# Municipio de Tierra Nueva
El municipio de Tierranueva es uno de los 59 municipios que constituyen el estado mexicano de San Luis Potosí. Se encuentra localizado al sur del estado y aproximadamente a 65 kilómetros de la ciudad de San Luis Potosí. Cuenta con una extensión territorial de 505.46 km². Según el II Conteo de Población y Vivienda de 2005, el municipio tiene alrededor de 10 000 habitantes.

## Descripción geográfica

### Ubicación
Tierranueva se localiza al sur del estado entre las coordenadas geográficas 21° 40’ de latitud norte, y 100º 34’ de longitud oeste; a una altitud promedio de 1780 metros sobre el nivel del mar.
El municipio colinda al norte con el municipio de Santa María del Río; al sur y al este con el estado de Guanajuato; y al oeste con Santa María del Río.

### Orografía e hidrografía
Sus principales elevaciones son el cerro de la original, el cerro de león, la Mesa Salsipuedes, las cuales alcanzan los 2000 m s. n. m. Sus suelos se formaron en la era Mesozoica, y su uso principalmente es ganadero, forestal y agrícola. El municipio pertenece a la región hidrológica Panuco. Sus recursos hidrológicos son proporcionados principalmente por el río Jofre. Además cuenta con arroyos de afluente temporal como los arroyos Palo Blanco, Vallesito y La Cal; así como algunos manantiales y la presa La Muñeca.

### Clima
Su principal clima es el seco templado; con lluvias en verano y sin cambio térmico invernal bien definido. La temperatura media anual es de 19°C, la máxima se registra en el mes de mayo (41 °C) y la mínima se registra en enero (-4 °C). El régimen de lluvias se registra en el verano, contando con una precipitación media de 358 mm.

## Cultura

### Sitios de interés
- Presa la muñeca
- Plaza principal
- Sus calles empedradas de laja

### Fiestas
Fiestas civiles
- Aniversario de la Independencia de México: 16 de septiembre.
- Aniversario de la Revolución mexicana: El 20 de noviembre.
- Aniversario de la fundación del pueblo; 19 de abril.

Fiestas religiosas
- Semana Santa: Domingo de Ramos, Jueves y Viernes Santos.
- Fiesta patronal en honor de san Nicolás de Tolentino; del 1 al 10 de septiembre.
- Fiesta en honor al Sagrado Corazón de Jesús, en el mes de junio (dependiendo de la Semana Santa)
- Día de la Santa Cruz: 3 de mayo.
- Fiesta en honor de la Virgen de Guadalupe: 12 de diciembre.
- Fiesta en honor al Señor de la Piedad; del 28 de julio al 6 de agosto.
- Fiesta en honor de san Judas Tadeo, del 19 al 28 de octubre.
- Fiesta en honor a Señor Santiago; del 16 al 25 de julio.
- Día de Muertos: 2 de noviembre.

## Gobierno
Su forma de gobierno es democrática y depende del gobierno estatal y federal; se realizan elecciones cada 3 años, en donde se elige al presidente municipal y su gabinete.
El municipio cuenta con 126 localidades, las cuales dependen directamente de la cabecera del municipio, las más importantes son: Tierranueva (cabecera municipal), Las Adjuntas del Minero, Las Adjuntas, El Aguacate, El Aguaje, Paso del Balcón, Los Barbechos, Barrio la Bóveda, La Bufa, El Camarón, Cañada del Palmar, Cañada de San Juan de Abajo, Cañada Grande, Cañadita, Rancho la Cebada, Cerro de la Virgen, Cieneguilla de Lobos, La Colorada, Charcos, El Divisadero, La Escondida, El Gigante, La Gloria, Hacienda Vieja, El tigre, Joyitas, El órgano, Los pirules, El sauz, Palo Blanco, El patol, El piquín, San Francisco, Tableros, Barrio de Santiago,Hacienda Vieja, La Ordeñita, Peñas Blancas, El Salitre,